# Odontoglossum kegeljanii
Odontoglossum kegeljanii là một loài thực vật có hoa trong họ Lan. Loài này được E.Morren mô tả khoa học đầu tiên năm 1877.